# Ridge Racer (gra komputerowa 2004)
Ridge Racer – gra wyścigowa z serii Ridge Racer wyprodukowana przez Namco i wydana w Japonii przez Namco Bandai Games 12 grudnia 2004 roku na konsolę PlayStation Portable.

## Rozgrywka
Ridge Racer jest grą wyścigową. Znalazło się w niej około 40 charakterystycznych pojazdów, ponad 20 tras (16 z poprzednich części Ridge Racer oraz 4 nowe). Gdy gracz dokonuje postępu zostają odblokowane dodatkowe elementy. W samochodach zamontowano dopalacze, z których gracz może korzystać przez krótki czas.
W grze zaimplementowano tryb gry wieloosobowej, w którym może uczestniczyć maksymalne do ośmiu graczy podczas jednego wyścigu za pośrednictwem połączenia Wi-Fi.
Podczas rozgrywki odtwarzane są utwory muzyczne z poprzednich części Ridge Racer oraz utwory dotąd w nich niewystępujące.